# Cyprinus ilishaestomus
Cá chép vây nhọn (danh pháp hai phần: Cyprinus ilishaestomus là một loài cá chép thuộc họ Cá chép. Loài cá chép vây nhọn sinh sống ở hồ Kỷ Lộc, Vân Nam, Trung Quốc.

## Cước chú
- Ranier Froese và Daniel Pauly (chủ biên). Thông tin Cyprinus ilishaestomus trên FishBase. Phiên bản tháng 10 năm 2024.